# أبو محمد الجوهري
أبو محمد الحسن بن علي بن محمد بن الحسن الشيرازي ثم البغدادي، الجوهري، المقنعي، (363 هـ - 454 هـ) محدث من القرن الرابع الهجري.

## سيرته
ولد سنة 363 هـ، وحدث عن القطيعي بمسند العشرة، ومسند أهل البيت من مسند أحمد وبالأجزاء القطيعيات الخمسة، وغير ذلك. وكان آخر من روى في الدنيا عنه بالسماع والإذن. قال الذهبي: وكان من بحور الرواية. روى الكثير، وأملى مجالس عدة. وقيل له: المقنعي، لأنه كان يلبس الطيلسان ويدير العمامة من تحت حنكه كالمصريين. وروى عنه بالإجازة: زاهر بن طاهر الشحامي، وأبو منصور محمد بن عبد الملك ابن خيرون المقرئ.
عاش نيفا وتسعين سنة، ومات في سابع ذي القعدة سنة أربع وخمسين وأربع مائة.

## روايته للحديث
- سمع من: أبي بكر القطيعي في سنة ثمان وستين، وأبي عبد الله العسكري، وعلي بن لؤلؤ الوراق، وعلي بن محمد بن كيسان، ومحمد بن إبراهيم العاقولي، وأبي علي محمد بن أحمد العطشي، وعلي بن إبراهيم بن أبي عزة، وعلي بن محمد بن أبي العصب، وأبي حفص الزيات، والحسين بن محمد بن عبيد الدقاق، وعبد العزيز بن الحسن الصيرفي، والحسن بن جعفر السمسار، وعبيد الله بن أحمد بن يعقوب، وعمر بن شاهين، ومحمد بن إسحاق القطيعي، ومحمد بن زيد بن مروان، ومحمد بن أحمد بن كيسان، ومحمد بن المظفر، وعبد العزيز بن جعفر الخرقي، وأبي عمر بن حيويه، وأبي بكر بن شاذان، وأبي الحسن الدارقطني، وعدد كثير.[4]
- حدث عنه: أبو نصر بن ماكولا، وأبو علي البرداني، وأبي النرسي، وأحمد بن بدران الحلواني، والحسن بن أحمد السقلاطوني، وأبو نصر محمد بن هبة الله بن المأمون، ومحمد بن عبد الباقي الدوري، ومحمد بن علي بن طالب الخرقي، ومبارك بن عمار الوتار، والمعمر بن محمد الأنماطي، وأبو الخطاب محفوظ بن أحمد الحنبلي، ومظفر بن علي المالحاني، وأبو الوفاء علي بن عقيل، وهبة الله بن محمد الفرضي، وهبة الله بن علي الدينوري، ويحيى بن حمزة الحداد، ومحمد بن علي بن عياش الدباس، وأبو طالب بن يوسف، وقراتكين بن أسعد، وأحمد بن محمد بن ملوك، وهبة الله بن الحصين الكاتب، وأبو غالب ابن البناء، وقاضي المرستان أبو بكر الأنصاري.[4]